# Maud Adams
Maud Adams, nata Maud Solveig Christina Wikström (Luleå, 12 febbraio 1945), è un'attrice ed ex modella svedese.

## Biografia
Scoperta da un fotografo in un negozio, inizia a farsi notare nel mondo dello spettacolo lavorando come modella a Parigi e poi a New York, dove ottiene un contratto con la Ford Models. Nel 1973, ha un ruolo da protagonista nel controverso U-Turn di George Kaczender. L'anno successivo entra nel mondo delle Bond girl con una piccola parte nel film Agente 007 - L'uomo dalla pistola d'oro (1974), di Guy Hamilton. È il titolo che dà una svolta alla sua carriera.
L'attrice resterà legata profondamente alla saga, recitando un ruolo da protagonista in Octopussy - Operazione piovra (1983) ed un cameo in 007 - Bersaglio mobile (1985). In entrambi film è stata diretta da John Glen. La sua carriera cinematografica porta un altro titolo importante in carriera: Rollerball (1975) di Norman Jewison. Negli anni si concentra soprattutto in ruoli televisivi partecipando a molti episodi di telefilm degli anni ottanta e novanta.

## Filmografia parziale

### Cinema
- U-Turn, regia di George Kaczender (1973)
- Agente 007 - L'uomo dalla pistola d'oro (The Man with the Golden Gun), regia di Guy Hamilton (1974)
- Rollerball, regia di Norman Jewison (1975)
- Killer Commando - Per un pugno di diamanti (Killer Force), regia di Val Guest (1976)
- Genova a mano armata, regia di Mario Lanfranchi (1977)
- Laura, primizie d'amore (Laura, les ombres de l'été), regia di David Hamilton (1979)
- Tattoo: il segno della passione (Tattoo), regia di Bob Brooks (1979)
- Jugando con la muerte, regia di José Antonio de la Loma (1982)
- Octopussy - Operazione piovra (Octopussy), regia di John Glen (1983)
- 007 - Bersaglio mobile (A View to a Kill), regia di John Glen (1985) - cameo
- Hell Hunters, regia di Ernst R. von Theumer (1986)
- The Women's Club, regia di Sandra Weintraub (1987)
- Pasión de hombre, regia di José Antonio de la Loma (1988)
- The Kill Reflex, regia di Fred Williamson (1989)
- La favorita (The Favorite), regia di Jack Smight (1989)
- Silent Night, Deadly Night 4: Initiation, regia di Brian Yuzna (1990)
- Ringer - Falsa identità (Ringer), regia di Carlo Gustaff (1996)
- The Seekers, regia di Frank Megna (2008)

### Televisione
- Love, American Style – serie TV, episodio 3x02 (1971)
- Kojak – serie TV, episodi 4x19-4x20 (1977)
- Hawaii Squadra Cinque Zero (Hawaii Five-O) – serie TV, episodio 10x09 (1977)
- Switch – serie TV, episodio 3x15 (1978)
- Big Bob Johnson and His Fantastic Speed Circus, regia di Jack Starrett – film TV (1978)
- Starsky & Hutch – serie TV, episodio 4x11 (1978)
- Agenti speciali ONU missione Eiffel (The Hostage Tower), regia di Claudio Guzmán – film TV (1980)
- Fania (Playing for Time), regia di Daniel Mann e Joseph Sargent – film TV (1980)
- Navy – serie TV (1983)
- Hotel – serie TV, un episodio (1986)
- Il ritorno di Missione impossibile (Mission: Impossible) – serie TV, un episodio (1989)
- Perry Mason – serie TV, un episodio (1993)
- Radioskugga – serie TV, 3 episodi (1995)
- Walker Texas Ranger – serie TV, un episodio (1996)

## Doppiatrici italiane
Nelle versioni in italiano delle opere in cui ha recitato, Maude Adams è stata doppiata da:
- Rita Savagnone in Agente 007 - L'uomo dalla pistola d'oro
- Maria Pia Di Meo in Rollerball
- Paila Pavese in Octopussy - Operazione piovra
- Alba Cardilli in Chicago Story
- Ludovica Modugno in Kojak